# ماي دريس-أب دارلينغ
ماي دريس-أب دارلينغ (بالإنجليزية: My Dress-Up Darling) هي سلسلة مانغا يابانية تشرت لأول مرة في يناير 2018 في مجلة يونغ غانغان التابعة لسكوير إنكس، اقتبست المانغا إلى مسلسل أنمي من إنتاج إستوديو كلوفر وركس عُرض الموسم الأول عام 2022، والموسم الثاني عام 2025. وعُرض مسلسل دراما حية مقتبس من المانغا عام 2024. اعتبارًا من فبراير 2022، كان للمانغا 5 ملايين نسخة متداولة في 8 مجلدات.

## القصة
بعد أن عانى من صدمة نفسيّة نتيجة حادثة في أيّام الطفولة مع أحد الأصدقاء الّذين امتعضوا من حبّه للدُمى التقليديّة، يقضي حِرفيّ الدّمى واكانا غوجو أيّامه وحيداً منعزلاً ليجد الرّاحة والسّكينة في غرفة الاقتصاد المنزليّ في مدرسته الثانويّة. بالنسبة لواكانا، أشخاص مثل مارين كيتاغاوا الحسناء والفتاة ذات الشعبيّة والمُحاطة بواسطة الكثير من الأصدقاء، تُعتبَر ككائن فضائي قادم من عالم آخر. حيث أنّها بخلافه تماماً، تفصح عن كلّ ما تحبّه دون خجل أو تردّد، الأمر الّذي عجزَ فيه هو، حيث لا يستطيع الإفصاح علانية عن حبّه وولعه بدُمى هينا.

## الشخصيات
واكانا غوجو (五条 新菜، Gojō Wakana)

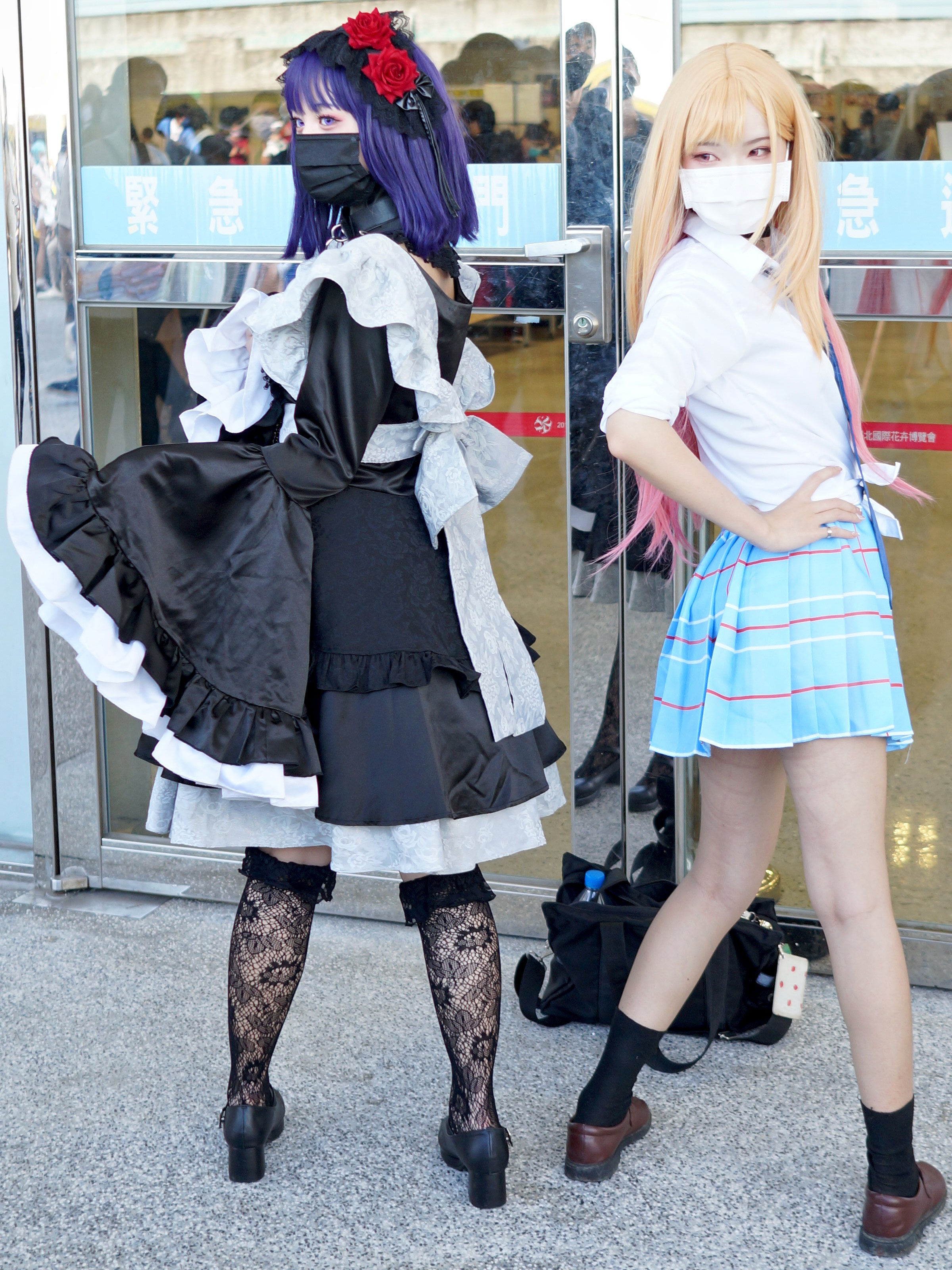
ليلي وإين في دور شيزوكو كوروي ومارين كيتاجاوا من الخلف

أداء صوتي: شويا ايشيغا، تومويو تاكاياناغي (اليابانية)، أسامة تيناوي (العربية)
هو فتى خجول وغير ذو شعبية بالمدرسة يحب دمى الهينا اليابانية. بالعادة يلبس لباس تقليدي قميص و سروال ازرق مع ربتط شعر ابيض. يجيد الرسم و الخياطة و تصميم الملابس. خصوصا ملابس الكوسبلاي.
مارين كيتاغاوا (喜多川 海夢، Kitagawa Marin)
أداء صوتي: هينا سوغوتا (اليابانية)، علا زيدان (العربية)
فتاة ذات شعبية في المدرسة. جميلة و ذات عينين حمراوتين و شعر اصفر تتخلله بعض الخصلات الوردية. تخفي سرا صغيرا و هو حبها للكوسبلاي.
ساجونا إينوي (乾 紗寿叶، Inui Sajuna)
أداء صوتي: أتسومي تانيزاكي (اليابانية)، آلاء عفاش (العربية)
شينجو إينوي (乾 心寿، Inui Shinju)
أداء صوتي: هينا يوميا (اليابانية)، غادة عمر (العربية)
كاورو غوجو (五条 薫، Gojō Kaoru)
أداء صوتي: أتسشي أونو (اليابانية)، علي القاسم (العربية)